# 天王寺蕪
天王寺蕪（てんのうじかぶら）はアブラナ科アブラナ属の越年草。なにわの伝統野菜（根菜）の一つ。日本最古の和カブといわれている大阪の在来種で、言い伝えでは野沢菜の原種ともいわれている。

## 発祥地・歴史
大阪府大阪市天王寺付近が発祥地だといわれている（名のもと）。「和漢三才図会」や「摂津名所図会大成」などにも収録されており、徳川時代から明治末期までが栽培の全盛だったが、耐病性の問題から大正末にはほとんど尖りカブに置き換わったとされる。
明治35‐36年頃の天王寺村にて、天王寺蕪は螟蛾の幼虫である螟虫による甚大な被害が出たとされる。

## 特徴
多肉根（主根と胚軸部が肥大した根。カブの場合は胚軸部である）は白く、形はややつぶれた扁平で、甘味が強い。肉質は緻密である。また、多肉根が地面から浮き上がったように成長することから、浮き蕪とも呼称される。また、葉には、丸葉と切葉の二系統があり、系京いずれも上記の特徴をしている。本来は細身の切れ葉であったとされ、葉の肉質も柔らかい。
2月中旬から9月中旬にかけてハウスやトンネル被覆で栽培され、播種後30日程度で小カブとして収穫される。成株としての収穫期は10月下旬から1月半ば。播種は、畑に1 - 2センチメートル (cm) 間隔の筋まきにし、本葉が出始めたら間引きをして、生長の具合を見て2回目、3回目の間引きを行う。2回目以降の間引きしたあと、追肥を行い、中耕と土寄せをする。地面に出た根の直径が5 - 6 cmほどになったものから順次収穫する。
煮物でも漬物にしても、美味しく食べられる。

## 野沢菜との関係
野沢菜には、野沢温泉村の健命寺の住職、八世晃天園瑞が宝暦6年（1756年）、京都に遊学した際、大阪市天王寺で栽培されている天王寺蕪の種子を持ち帰り、子孫が野沢菜となったとの言い伝えがある。 しかし、種子表皮細胞ほかに対する遺伝的研究から、これは否定されている。
日本のカブは、西日本主流のアジア系（var. glabra）と、東日本の山間地に多く耐寒性に優れたヨーロッパ系（var. rapa）に大別されるが、天王寺蕪はアジア系であり、野沢菜はヨーロッパ系の特徴が強い。
現在野沢菜は、カブに由来する別の変種（var. hakabura：葉蕪）と考えられ、伝統野菜の漬け菜（稲扱菜、羽広菜、鳴沢菜、長禅寺菜）や紫蕪（諏訪紅蕪、細島蕪）は、いずれも近縁とみられる。